# Гнатович, Михаил Иванович
Михаил Иванович Гнатович (1919, село Вороблячин, теперь Яворовского района Львовской области — ?)  — украинский советский деятель, газорезчик Стрыйского вагоноремонтного завода Львовской области. Депутат Верховного Совета СССР 6-8-го созывов.

## Биография
Родился в бедной крестьянской семье. В 1931 году окончил начальную школу в родном селе.
В 1939—1940 годах работал продавцом.
С 1940 по 1942 год служил в Красной армии. Участник Великой Отечественной войны, был тяжело ранен в июне 1942 года.
После демобилизации из армии — грузчик, газосварщик «Главвторчермета» в городе Горький, РСФСР.
С мая 1948 года — газорезчик, бригадир газорезчиков Стрыйского вагоноремонтного завода Дрогобычской (с 1959 года — Львовской) области. В 1959 году был инициатором движения за коммунистический труд на Стрыйском вагоноремонтном заводе.
Потом — на пенсии.

## Награды
- орден Ленина
- орден Трудового Красного Знамени (1959)
- орден Отечественной войны II ст. (6.04.1985)
- медали